# Sociální fyzika
Sociální fyzika se zabývá studiem sociálních systémů a sociálních fenoménů za využití fyzikálních metod. Využívá především pravděpodobnost a statistiku, aby usnadnila pochopení sociálních jevů. Metody sociální fyziky jsou využívány například pro výpočet nezaměstnanosti, volebních preferencí atd.

## Počátky sociální fyziky
S prvotní zmínkou o sociální fyzice přišel již v roce 1803 francouzský sociolog Henri de Saint-Simon ve své knize Listy obyvatele Ženevy (orig. Lettres d'un Habitant de Geneve), kde se zabývá studiem společenských jevů metodami vlastními exaktním (přírodním) vědám. Těmto tématům spojených se sociální fyzikou se zabývá Herbert Spencer, kdy autor poukazuje na podobnost lidské společnosti a biologického organismu. Další známý francouzský filosof Auguste Comte, který byl úzce spjat s Henri de Saint-Simon jako jeho žák i spolupracovník, uvažoval tento přístup dokonce jako hlavní rys zakládající se vědy o společnosti – sociologii. Nicméně metody sociální fyziky byly nakonec přivlastněny jinými, například Adolphem Queteletem, a dále rozvíjeny v různých podoborech.
Adolphe Quetelet byl jedním z prvních, který přišel s myšlenkou aplikace fyzikálních metod ve společenských vědách do roviny výzkumu. Chtěl porozumět, jak fungují statistická pravidla, na takových společenských jevech jako je kriminalita, počet uzavřených sňatků nebo počet sebevražd a vojenská dezerce. Poprvé popsal tento koncept ve svém nejvlivnějším díle O člověku a rozvinutí jeho schopností (orig. Sur l'homme et le developpement de ses facultes, ou essai de physique) vydané v roce 1835. Zde je autorem konceptu takzvaného průměrného člověka (orig. L'homme moyen). Intelekt a charakter chápe jako kvantifikovatelné veličiny a na základě toho vytváří model člověka s průměrnými vlastnostmi.
Quetelet svou prací rovněž navazuje na přístup tzv. diferenciální psychologie a ukazuje, že rozdíly mezi jednotlivci jsou obvykle rozloženy podle Gaussovy křivky. Měřený znak je vysvětlen jako setkání velkého počtu jednoduchých faktorů, které se šíří v populaci v souladu se zákony pravděpodobnosti. Dále se touto oblastí zabýval Francis Galton.
Quetelet objevil mimo jiné řadu statistických pravidelností společenského života. Zformuloval základní metodologické principy sociální statistiky.
- Sociální jevy jsou opakující se, což umožňuje jejich sledování a empirické studování. I náhodné jevy považuje za důležité pro sledování.
- Nejčastěji opakující se jevy jsou pro spolehlivost zkoumání nejzásadnější. Zdůrazňuje použití matematických metod pro přesné výsledky.[5]

### Kriminologie(Adolphe Quetelet)
Zvláštní pozornost věnoval aplikaci sociální fyziky na výzkum zločinnosti, kterému se věnoval již ve svém díle z roku 1833 Recherches sur le penchant au crime aux differents ages (do českého jazyka nepřeloženo). Zde zkoumal vliv kvantifikovatelných faktorů (věk, pohlaví, výška atd.) na kriminalitu a hledal spojitosti mezi těmito faktory a jednotlivými zločiny. Za použití metod sociální fyziky zjistil, že každý člověk má jistou náklonnost ke spáchání zločinu (francouzsky 'penchant au crime'), která za jistých podmínek může vést ke spáchání zločinu. Jeho výzkumy vykazovaly silnou závislost mezi věkem a zločincem stejně jako mezi pohlavím a zločincem. Poukázal zde i na ostatní faktory jako vliv chudoby či alkoholu.
Rovněž je také tvůrcem tzv. indexu tělesné hmotnosti (BMI), který též využívá metod sociální fyziky.

## Sociální fyzika současnosti
Aplikaci metod sociální fyziky využívané zpočátku pro účely sociologie později přebraly i ostatní společenské vědy. Do jisté míry se zde spojují s metodologickým principem, kde je pohlíženo na lidi jako na molekuly či atomy.
Ačkoliv spojení moderní sociální fyzika se jako zástupce novodobé sociologie neprosadilo, některé přístupy a metody společenských věd lze považovat s tímto směrem za úzce spjaté. Jedná se zde především o některé výzkumy P. F. Lazarsfelda (novopositivismus), G. C. Homanse (behaviorismus) nebo J. L. Morena (sociometrie).
Postupně s rozvojem teorie sítí a nových medií se objevují snahy některých myslitelů a autorů o vytvoření společenských modelů využívající tyto teorie. Příkladem takové jedné z velkých osobností současné sociální fyziky je americký počítačový expert působící na MIT Alex Pentland. Své výzkumy zaměřuje na studium společnosti, přičemž se neomezuje na pouhé dotazníky, ale využívá veškerých informací, které lidé za sebou zanechávají používáním chytrých telefonů, GPS zařízení nebo sociálních sítí. Pomocí takto získaných výsledků potom dokáže porozumět chování a zákonitostem ve společnosti. Jako výsledek je možné zlepšit produktivitu a efektivitu skupin, ať už se jedná třeba o malý podnik, ale také velká města. Vše popisuje ve své knize Social Physics: How Good Ideas Spread - The Lessons from a New Science (do českého jazyka nepřeloženo, vydáno v roce 2014).
S moderní sociální fyzikou je také spjat termín Big Data. Tímto pojmem se označuje velký objem dat, která nejsou důležité kvůli svému množství, nýbrž důležité jsou díky tomu, že je lze dobře analyzovat a najít různé odpovědi, jež nám pak mohou ušetřit například čas či peníze při řešení daných úkolů.